# Бабины (рудознатцы)
Ба́бины — братья Сергей, Фёдор и Родион и сыновья Фёдора Степан и Пётр — уральские рудознатцы, открывшие в XVII—XVIII веках несколько месторождений медной и железной руды, а также золотоносных месторождений в окрестностях Екатеринбурга.
Сергей, Фёдор и Родион Бабины происходили из крепостных крестьян казанского помещика. В 1702—1710 годах братья Бабины открыли и участвовали в открытии нескольких месторождений медной и железной руды на Урале. К их открытиям относят Решётский, Квашнинский, Шиловский и Карасьевский рудники, сырьё с которых поставлялось на Уктусский, Екатеринбургский и Верх-Исетский заводы. В 1702 году Бабины по следам чудских копей открыли Гумёшевское месторождение, снабжавшее медной рудой Уктусский и Полевской заводы. Для поисков Гумёшевской руды Фёдор предложил делать копани по 8,5 м в глубину. Позднее Фёдор с сыновьями открыли рудники, снабжавшие до 1780-х годов Сысертские и Алапаевские заводы. В целом Бабины были известными и успешными рудознатцами своего времени.
В 1727 году старшие Бабины откупились от крепостной зависимости деньгами, полученными в качестве вознаграждений за их открытия. В 1729 году Родион Бабин, работавший рудокопом на Уктусском заводе, выкупил для своих сыновей Нефёда и Сергея освобождение от заводских работ. В 1734 году Фёдор Бабин и его сыновья также были освобождены от заводских работ, но продолжали платить подушную подать в Арамильскую слободу.
В 1736 году Фёдор Бабин открыл месторождение серого мрамора около Горного Щита.
Пётр и Степан Фёдоровичи Бабины в 1751 году открыли несколько месторождений мрамора: около Горного Щита, в верхней части Северского пруда и возле деревни Становой. В этот же период ими были открыты четыре месторождения железной руды и прииск белой глины около озера Сунгуль в земельных дачах Каменского завода. В 1756 году они открыли россыпи самородного золота за деревней Шарташской, давшие начало городу Берёзовский.
Василий Петрович Бабин в 1803 году открыл месторождение золота возле Чусовой.